# Perrottetia aquilonaris

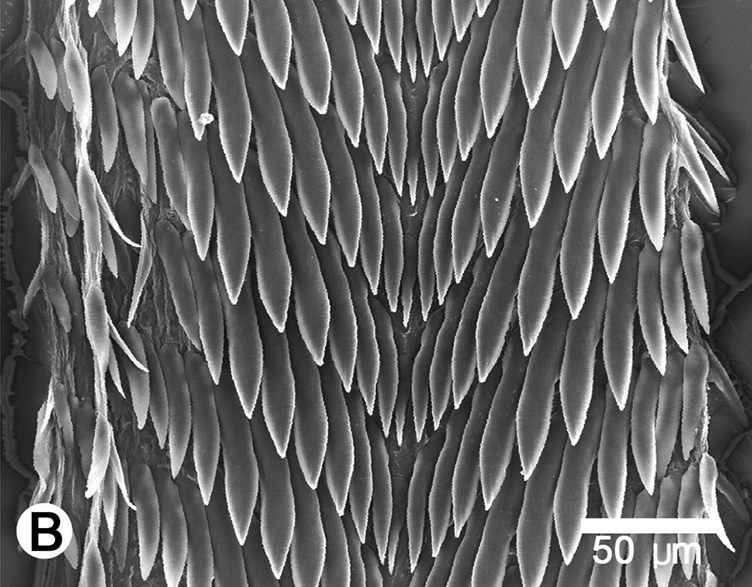
Радула Perrottetia aquilonaris

Perrottetia aquilonaris (лат.) — вид брюхоногих моллюсков рода Perrottetia из семейства Streptaxidae (Streptaxinae, Eupulmonata). Встречаются в северном Таиланде и Лаосе. Видовое название означает «северный».

## Распространение
Юго-Восточная Азия. Встречаются в Лаосе и на севере Таиланда. Типовая местность находится в провинции Чиангмай (Pha Daeng National Park), 19°24′07″ с. ш. 98°55′05″ в. д..

## Описание
Раковина состоит из 6—6½ витков. Ширина раковины составляет 5,4—7,5 мм. Высота раковины 2,9—4,7 мм. Вид был впервые описан в 2013 году по типовому материалу, обнаруженному в Таиланде. Входит в состав рода Perrottetia из подсемейства Streptaxinae (Streptaxidae, Eupulmonata).

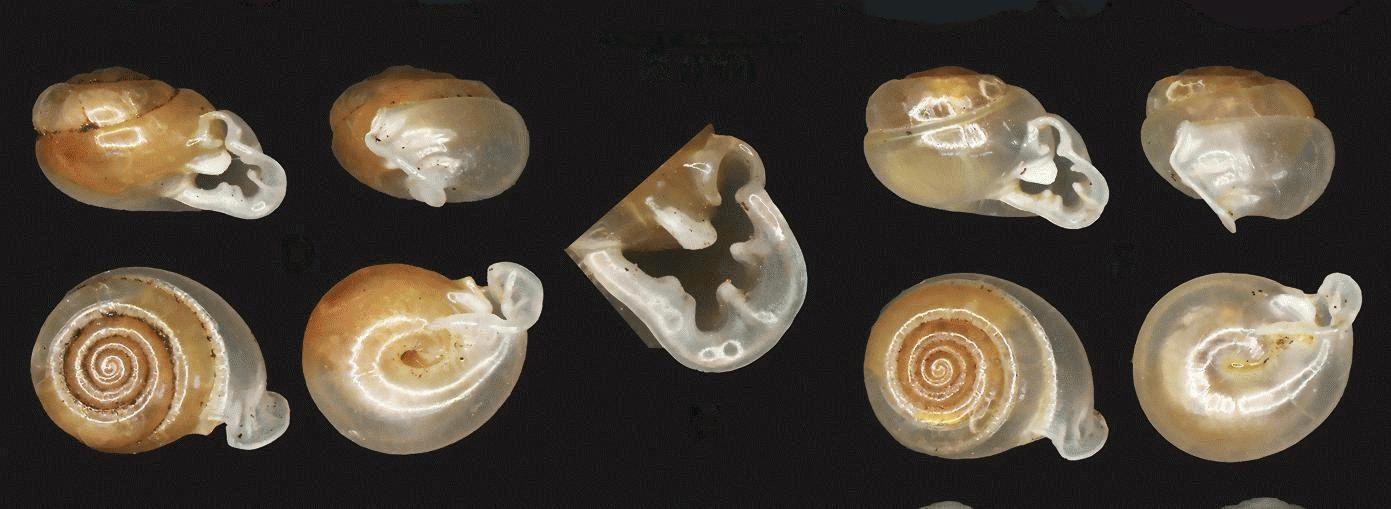
Раковина Perrottetia aquilonaris. Левая раковина — голотип с шириной раковины 6,6 мм и высотой раковины 3,9 мм. Правая раковина — паратип